# Sancho de Noronha, 3.º conde de Odemira
D. Sancho de Noronha (c.1466-1520) foi 3º conde de Odemira, alcaide-mor de Estremoz, senhor de Aveiro, senhor de Eixos, Oeis, Paus e Vilarinho. Era filho de D. Afonso, conde de Faro, filho do 2º Duque de Bragança, e de D. Maria de Noronha, 2ª condessa de Odemira. Recebeu o mesmo e apelido do seu avô materno, 1º conde de Odemira.
Refugiou-se em Castela com seu pai e regressou a Portugal em 1496, ano em que Manuel I de Portugal lhe concedeu o título de conde de Odemira, com a prerrogativa de parente e o tratamento de sobrinho.
Casou a primeira vez, cerca de 1490, com D. Francisca da Silva, filha de Diogo Gil Moniz, Vedor da Fazenda do infante D. Fernando, e de D. Leonor da Silva, e tiveram três filhos:
- Afonso de Noronha (c.1491- Safim,19.05.1516),[5] herdeiro da Casa de Odemira; casou com D. Maria de Ataíde, filha de Nuno Fernandes de Ataíde, o famoso governador de Safim; foram pais do 4º conde de Odemira.
- Rodrigo de Noronha (c.1493-?), que foi clérigo.
- Maria de Noronha, dama da infanta D. Beatriz, que acompanhou a Sabóia, onde casou com o conde de Trassois.

Casou a segunda vez, perto de 12 de abril de 1502, com D. Angela Fabra y Centelles, mais tarde camareira-mor da imperatriz Isabel de Portugal, filha de Gaspar Fabra, senhor de Parte Barigadu, embaixador de Espanha em Portugal, etc. e de Isabel de Centelles, com quem teve cinco filhos:
- João de Faro (1511-1549), capitão de Safim (1533), casado com D. Isabel Freire. Com descendência.
- António de Noronha (c.1514-?), morreu novo.
- Fadrique de Portugal (c.1517-1573), senhor das baronias de Monóvar (em Espanha), casou três vezes, com D. Margarita de Centelles y Heredia, D. María Madgalena de Zúñiga e D. Margarita de Borja, com descendência.
- Guiomar de Castro (?-d.1552), dama da imperatriz Isabel de Portugal, casou com Juan Maza de Lizana, barão de Luchen. Sem descendência.
- Joana Manuel (c1520-1568), casou com D. Juan de la Cerda y Silva (c.1510-1575), 4º duque de Medinaceli. Com descendência.

Faleceu em 1520, antes de 25 de setembro.